# Maimouna N'Diaye
Maimouna N'Diaye es una actriz francesa de origen senegalés y nigeriano, reconocida por protagonizar la película de 2015 L'oeil du Cyclone, producida entre Burkina Faso y Francia con una excelente acogida de la crítica. En 2019, N'Diaye fue incluida en el jurado del Festival de Cine de Cannes en su edición número 72.

## Carrera
Inicialmente, N'Diaye pasó su juventud en Guinea, Costa de Marfil y Burkina Faso. Más adelante se trasladó a Francia para estudiar teatro. En 2015 protagonizó el largometraje L'oeil du Cyclone, que se encargó de abrir el Festival Panafricano de Cine y Televisión de Uagadugú. Ese mismo año granó el premio FESPACO en la categoría de mejor actriz protagónica. También recibió una nominación en la misma categoría en los Premios de la Academia del Cine Africano celebrados en Nigeria. En marzo de 2017 abrió la edición número 14 del Festival Divercine con su película L'oeil du Cyclone en Canadá. En una entrevista de 2016 con el medio Bukinabe 24, denunció la falta de fondos internos para las películas burkinesas, explicando que la industria debería ser lo suficientemente viable para el suministro financiero y la estabilidad.

## Filmografía
- Toubab Bi (1991)
- La Chasse aux Papillons (1992)
- Kirikou and the Sorceress (1998)
- L'oeil du Cyclone (2015)
- Bol d'amour
- Super Cops